# 만약에 (태연의 노래)
《만약에》는 대한민국의 가수 태연의 노래이다. KBS 2TV의 드라마 “쾌도 홍길동”의 주제가이다.

## 기타
- <만약에>는 개승자에서 김준호가 코너로 부른 노래이기도 하다.

## M.O.M 버전
〈만약에〉는 별루지, 강창모, 박재정, 원슈타인으로 구성되어 있는 M.O.M의 노래이다. 태연의 동명의 노래를 원곡으로 하고 있다. 